# Emma Kok
Emma Kok (* 12. března 2008 Maastricht) je nizozemská zpěvačka. Na výsluní se dostala v roce 2021 po vítězství v desátém ročníku soutěže The Voice Kids. V roce 2023 se její vystoupení Voilà s André Rieu a Orchestrem Johanna Strausse stalo virálním a dosáhlo více než 80 milionů zhlédnutí na platformě YouTube.

## Raný život
Emma Kok se narodila v Maastrichtu Vico a Nathalii Kokům. Má dva sourozence – bratra jménem Enzo a sestru Sophii. S rodinou žije v nizozemském městě Kerkrade. Trpí gastroparézou a od devíti měsíců musí přijímat veškerou potravu pomocí sondy. Od 5. třídy byla ve škole šikanována kvůli své nemoci a z ní plynoucímu menšímu vzrůstu.

## Kariéra

### The Voice Kids a vlastní tvorba
V červnu 2021 vyhrála desátý ročník soutěže The Voice Kids. Jejím učitelem byl nizozemský rapper Ali B. Porotu i diváky si získala interpretací písní jako Warrior od Demi Lovato, A Moment Like This od Kelly Clarkson a This Is Me od Kealy Settle. Ve finále show vystoupila se svým koučem Ali B (Terwijl Jullie Nog Bij Me Zijn) a společně s ostatními finalisty s duem Suzan & Freek (Goud). 
V říjnu téhož roku zpívala na benefičním koncertu pro oběti Evropských povodní v červenci 2021 v Limburgu.
Její první singl s názvem Laat Mij Een Vlinder Zijn vyšel v roce 2022, druhý singl s názvem Strijder (nizozemsky bojovník, válečník) pak v roce 2023. Obě písně složil a produkoval Tjeerd Oosterhuis, Emma Kok je spoluautorkou textu písně Strijder.

### Ministars a André Rieu
V únoru 2023 vyhrála soutěž Ministars se svou verzí Voilà od Barbary Pravi.Nizozemský houslista a dirigent André Rieu byl údajně tak ohromen jejím výkonem, že ji pozval na svůj každoroční koncert do Maastrichtu v červenci 2023. Následně pokračovala vydáním tří coververzí s Andrém Rieu: Voilà, White Christmas a All I Want for Christmas Is You. Zúčastnila se též vánočních koncertů s Andrém Rieu v MECC Maastricht v prosinci roku 2023.
Na Vánoce 2023 vystoupila na koncertu MAX Kerst, kde předvedla svou coververzi písně Hallelujah od Leonarda Cohena.
V roce 2024 se přidala k Andrému na jeho cestu kolem světa.
24. dubna 2024 prezentovala na slavnostním večeru předávání hudebních cen v Leusdenu.
 
Následující měsíc, na Den osvobození, zpívala na výročním 5 Mei-Concert na Amstelu v Amsterdamu, jehož se zúčastnili král Willem-Alexander a královna Máxima.

V roce 2025 se opět zúčastní s Andrém Rieu cesty kolem světa. 

### Působení v Česku
7. a 8. června 2024 vystoupila (v rámci cesty kolem světa) v Praze v O2 aréně, kde zazpívala Voilà a Heal the World.

### Dancing On The Stars
Skladbu Dancing On The Stars napsal roku 2004 Tjeerd Oosterhuis. Emma Kok ji předvedla na koncertu v Maastrichtu jakožto poděkování Andrému Rieu za jeho významnou roli při rozvoji její kariéry.

### Ostatní
Roku 2023 založila nadaci Gastrostars. 
Primárním cílem této organizace je sjednotit lidi trpící gastroparézou, zvýšit povědomí o této nemoci a možná ji v budoucnu i léčit.
Emma Kok je také ambasadorkou fondu dětského výzkumu nemocnice MosaKids při Maastrichtské univerzitě.

## Diskografie

### Singly
| Název                                                                                 | Rok  | Album          |
| ------------------------------------------------------------------------------------- | ---- | -------------- |
| Laat Mij Een Vlinder Zijn                                                             | 2022 | Nealbový singl |
| Strijder                                                                              | 2023 | Nealbový singl |
| Voilà (s André Rieu a Orchestrem Johanna Strausse)                                    | 2023 | Nealbový singl |
| White Christmas (s André Rieu a Orchestrem Johanna Strausse)                          | 2023 | Nealbový singl |
| All I Want for Christmas Is You (s André Rieu a Orchestrem Johanna Strausse)          | 2023 | Nealbový singl |
| Voilà (s Helene Fischer)                                                              | 2023 | Nealbový singl |
| Hallelujah (za doprovodu The Maestro & The European Pop Orchestra a ZO! Gospel Choir) | 2023 | Nealbový singl |
| Dancing On The Stars (s André Rieu a Orchestrem Johanna Strausse)                     | 2024 | Nealbový singl |